# Minneota (Minnesota)
Minneota es una ciudad ubicada en el condado de Lyon en el estado estadounidense de Minnesota. En el Censo de 2010 tenía una población de 1392 habitantes y una densidad poblacional de 375,84 personas por km².

## Geografía
Minneota se encuentra ubicada en las coordenadas 44°33′45″N 95°58′58″O / 44.56250, -95.98278. Según la Oficina del Censo de los Estados Unidos, Minneota tiene una superficie total de 3.7 km², de la cual 3.7 km² corresponden a tierra firme y (0%) 0 km² es agua.

## Demografía
Según el censo de 2010, había 1392 personas residiendo en Minneota. La densidad de población era de 375,84 hab./km². De los 1392 habitantes, Minneota estaba compuesto por el 95.76% blancos, el 0.22% eran afroamericanos, el 0.14% eran amerindios, el 0.29% eran asiáticos, el 0% eran isleños del Pacífico, el 3.16% eran de otras razas y el 0.43% pertenecían a dos o más razas. Del total de la población el 6.68% eran hispanos o latinos de cualquier raza.